# Алберт Вуливули
Алберт Вуливули (енгл. Albert VuliVuli; 26. мај 1985) професионални је рагбиста и репрезентативац Фиџија, који тренутно игра за Монпеље. Рођен је на Фиџију, али се школовао на Новом Зеланду, а део живота провео је и у Аустралији. У супер рагбију играо је за аустралијског представника Редсе. После кратке епизоде у Редсима, отишао је у Француску, где ће променити 4 екипе. Препознатљив је по добрим обарањима у одбрани и пробојима у нападу. Био је део репрезентације Фиџија на светском првенству 2011. Његов брат и његова сестра се професионално баве фудбалом.